# قلاب‌دارها
قلاب‌دارها (نام علمی: Ancistrocladus)، یک سرده از گیاهان بالارونده چوبی از خانواده تک‌تبار قلاب‌داریان (Ancistrocladaceae) است. شاخه‌ها با تافتن ساقه‌های دیگر یا با نوک قلاب‌دار بالا می‌روند. آنها در مناطق مدارگان دنیای قدیم یافت می‌شوند.

## طبقه‌بندی
سیستم ای‌پی‌جی دوم (APG II)، در سال ۲۰۰۳ (بدون تغییر نسبت به سیستم ای‌پی‌جی (APG)، ۱۹۹۸)، نیز این خانواده را شناسایی کرده و آن را به راسته میخک‌سانان در تبار دولپه‌ای‌های نو اختصاص می‌دهد.
شواهد مولکولی و زیست‌شیمی اخیر (به وب‌سایت AP مراجعه کنید) نشان می‌دهد که آرایه‌های گوشت‌خوار در راسته میخک‌سانان (خانواده‌های ژاله‌پوشان و گیاه‌پارچ‌ها و گونه‌های ژاله‌پوش پرتغالی و سه‌گون‌برگ) همگی متعلق به یک تبار هستند.[نیازمند منبع]، این خانواده قلاب‌داریان متعلق به همین تبار است، اگرچه گیاهان این خانواده گوشت‌خوار نیستند.
یک رابطه نزدیک بین این خانواده و خانواده جفت‌قلاب‌برگیان (حاوی گونه گوشت‌خوار سه‌گون‌برگ) توسط گرده و ساختار دمبرگ مشابه پشتیبانی می‌شود. سیستم کرونکوئیست (Cronquist) ۱۹۸۱، خانواده را در ردیف بنفشه‌سانان (Violales) (به همراه جفت‌قلاب‌برگیان) قرار داد. سیستم تختاجان (Takhtajan system) خانواده را به راسته خود، قلاب‌دارسانان (Ancistrocladales) قرار داد.

## توصیف
تنها سرده از خانواده قلاب‌داریان، قلاب‌دارها است که یک جنس کمتر شناخته‌شده از حدود ۲۰ گونه است. این گیاهان دیرین‌گرمسیری، بالارونده، تافتن هستند که در جنگل‌های دشت تا زیرکوهی، مرطوب تا فصلی همیشه‌سبز یا جنگل‌های باتلاقی یافت می‌شوند. ساقه کم شاخه و سمپودیال پیچیده (Sympodial branching) است و می‌تواند بیش از ۱۰ سانتی‌متر قطر داشته باشد. در امتداد یک طرف با چنگک‌ها (خارهای جانبی کوتاه و قلاب‌دار، که از راس‌های ساقه اصلاح‌شده تشکیل شده‌اند)، در مقابل برگ‌ها به درخت متصل است. برگ‌های آنها در حالت رزت متراکم و همیشه‌سبز دیده می‌شود. آنها کامل هستند، دارای دمبرگ کوتاه و فاقد گوشوارک هستند. آنها دارای یک کرک ترشح‌کننده موم در حفره‌ها و غدد اپیدرمی در سطح محوری هستند. گل‌ها کوچک با یک تاج به‌هم پیوسته هستند که به‌صورت پولک‌پولک یا از درازا نورد شده‌اند. میوه آن فندقی با کاسبرگ هلالی اغلب بال‌مانند است.

## توزیع
گونه قلاب‌دارها بومی مناطق مدارگان آفریقا، شبه‌قاره هند و آسیای جنوب‌شرقی است.

## پتانسیل دارویی
علاقه علمی به این سرده به‌طور قابل‌توجهی افزایش یافته‌است، زیرا تاج‌پوش گیاهان بالارونده قلاب‌دارها کاروپنسیس (Ancistrocladus korupensis) توسط موسسه ملی سرطان به‌عنوان یک منبع بالقوه ضد ایدز مطرح شده‌است، زیرا روش بسیار مؤثر آن در برابر اچ‌آی‌وی است.
این گیاه در کامرون کشف شد و پس از آن به‌عنوان یک گونه جدید برای علم شناخته شد. ماده تشکیل دهنده آن میشلامین بی (michellamine B)، یک آلکالوئید ناپتیل ایزوکینولین استوژنیک، موجود در برگ‌های بالغ، اصل فعال است. همچنین کوروپنسامین ای (korupensamine E) یک داروی ضد مالاریای جدید است که از همین گیاه استخراج شده‌است.
قلاب‌دارها ابرویاتوس (Ancistrocladus abbreviatus) در طب سنتی غنا برای درمان سرخک و تب استفاده شده‌است. ماده فعال آن انسیستروبروین دی (ancistrobrevine D) است که یک آلکالوئید استخراج شده از این گیاه است.
انسیستروکلین (Ancistrocline)، یک آلکالوئید مشتق شده از قلاب‌دارها تکتوریوس (A. tectorius)، در برابر اسهال خونی استفاده می‌شود.
بسیاری از آلکالوئیدهای دیگر هنوز در گونه‌های دیگر یافت می‌شوند.

## گونه‌ها
گونه‌های پذیرفته شده از جولای ۲۰۱۴:
1. Ancistrocladus abbreviatus Airy Shaw - western Africa
2. Ancistrocladus attenuatus Dyer - West Bengal, Myanmar, Andaman Islands
3. Ancistrocladus barteri Scott-Elliot - western Africa
4. Ancistrocladus benomensis Rischer & G.Bringmann - Pahang
5. Ancistrocladus congolensis J.Léonard - Congo-Brazzaville, Gabon, Zaïre
6. Ancistrocladus ealaensis J.Léonard - Congo-Brazzaville, Gabon, Zaïre, Central African Republic
7. Ancistrocladus grandiflorus Cheek - Cameroon
8. Ancistrocladus griffithii Planch. - Indochina, Andaman Islands
9. Ancistrocladus guineensis Oliv. - Nigeria, Cameroon, Gabon
10. Ancistrocladus hamatus (Vahl) Gilg - Sri Lanka
11. Ancistrocladus heyneanus Wall. ex J.Graham - southwestern India
12. Ancistrocladus ileboensis Heubl, Mudogo & G.Bringmann - Congo-Brazzaville
13. Ancistrocladus korupensis D.W.Thomas & Gereau - Nigeria, Cameroon
14. Ancistrocladus letestui Pellegr. - Congo-Brazzaville, Gabon, Zaïre, Central African Republic
15. Ancistrocladus likoko J.Léonard - Congo-Brazzaville, Zaïre
16. Ancistrocladus pachyrrhachis Warb. - Liberia
17. Ancistrocladus robertsoniorum J.Léonard - Kenya
18. Ancistrocladus tanzaniensis Cheek & Frim. - Tanzania
19. Ancistrocladus tectorius (Lour.) Merr. - Andaman Islands, Cambodia, Hainan, Borneo, Sumatra, Laos, Malaysia, Myanmar, Singapore, Thailand, Vietnam
20. Ancistrocladus uncinatus Hutch. & Dalziel - Nigeria
21. Ancistrocladus wallichii Planch. - Assam, Bangladesh, Andaman Islands